# Jurassic World Evolution
Pour les articles homonymes, voir JWE.
Vous pouvez aider à l'améliorer ou bien discuter des problèmes sur sa page de discussion.
- Il peut contenir un travail inédit ou des déclarations non vérifiées. Vous pouvez l’améliorer en ajoutant des références. (Marqué depuis août 2021)

Vous pouvez aider à l'améliorer ou bien discuter des problèmes sur sa page de discussion.
- Il ne cite pas suffisamment ses sources. Vous pouvez indiquer les passages à sourcer avec {{référence nécessaire}} ou {{Référence souhaitée}}, et inclure les références utiles en les liant aux notes de bas de page. (Marqué depuis août 2021)
- Il contient une ou plusieurs listes. Le texte gagnerait à être rédigé sous la forme d’un ou plusieurs paragraphes synthétiques, afin d’être plus agréable à lire. (Marqué depuis août 2021)
- Son texte doit être wikifié : il ne correspond pas à la mise en forme Wikipédia (style, typographie, liens internes, liens entre les wikis, etc.). (Marqué depuis août 2021)
- Les sections « Anecdotes », « Autres détails », « Le saviez-vous ? », « Citations », « Autour de... », etc., peuvent être inopportunes dans les articles. Il convient, si ces faits présentent un intérêt encyclopédique et sont correctement sourcés, de les intégrer dans d’autres sections. (Marqué depuis août 2021)
- Il doit être recyclé. La réorganisation et la clarification du contenu sont nécessaires. (Marqué depuis août 2021)

- Archive Wikiwix
- Bing
- Cairn
- DuckDuckGo
- E. Universalis
- Gallica
- Google
- G. Books
- G. News
- G. Scholar
- Persée
- Qwant
- (zh) Baidu
- (ru) Yandex
- (wd) trouver des œuvres sur Wikidata

Jurassic World Evolution est un jeu de gestion développé et édité par Frontier Developments.
Bien qu'il soit sorti au même moment que Jurassic World: Fallen Kingdom, le jeu est basé sur le film Jurassic World, il est sorti le 12 juin 2018. Le jeu est aussi en quelque sorte le successeur spirituel du précédent jeu de gestion de la franchise, Jurassic Park: Operation Genesis (2003).
Le jeu, incluant toutes ses extensions, est ressorti le 3 novembre 2020 sous le titre Jurassic World Evolution : Édition Complète pour une sortie uniquement sur Nintendo Switch.
Une suite, sobrement nommée Jurassic World Evolution 2, sortira fin 2021 et est développée par le même éditeur.

## Système de jeu
Le joueur doit construire et gérer son parc à thème de dinosaure, comme dans le film Jurassic World. En plus de la gestion et la simulation, le jeu dispose aussi de nouvelles créatures. Le joueur pourra construire son parc sur l'île fictive d'Isla Nublar comme dans les films mais aussi sur d'autres îles. Le joueur devra également faire face à divers problèmes pouvant survenir à tout instant, comme des tempêtes, des coupures de courant, des évasions de dinosaures et même des cas d’espionnage industriel. Il peut même arriver de devoir faire face à plusieurs crises à la fois. Le joueur pourra aussi avoir la possibilité de prendre contrôle de certains véhicules durant les opérations.
En outre le mode histoire/campagne, le joueur a aussi la possibilité de réaliser des défis via le mode challenge, comme construire un parc en commençant à chaque fois de zéro pour obtenir une renommée de 5 étoiles mais en en temps imparti, avec pour récompense des nouveaux skins pour dinosaures.
Dans n'importe quel mode, le joueur progresse en réalisant des missions données par les trois différentes divisions du parc, la division scientifique (en vert), la division divertissement (en bleu) et la division sécurité (en orange), dirigées respectivement par le Dr. Kajal Dua, Issac Clement et George Lambert (tous des personnages inédits). Réaliser leurs missions permet de remplir trois barres associées à chaque division et permet de débloquer la possibilité de débloquer de nouveaux bâtiments, dinosaures et autres. C'est aussi en réalisant leur mission que le joueur débloque la mission principale de chaque division de chaque île nécessaire à faire pour débloquer la suivante.
À noter que si le joueur réussit une mission d'une des trois divisions, la barre de cette dernière se remplit tandis que celles des deux autres diminuent. Le joueur est aussi assisté par un autre personnage inédit, Cabot Finch, qui donne des informations sur les dinosaures et sur l'avancée de la partie.

### Mode Histoire
Actuellement, il y a quatre modes histoires.

#### Campagne principale
Il s'agit de la campagne principale du jeu. L'histoire suit les protagonistes du film de 2015 (se voulant suivre les événements de ce dernier), accompagnés de Ian Malcom et d'autres personnages nouveaux, qui décident de reconstruire le parc Jurassic World sur les îles de l'archipel Las Cinco Muertes, le joueur étant mis au poste de gérant du parc, soutenu par le personnage de Cabot Finch. Petit à petit, commençant sur Isla Matanceros, le joueur passe par Isla Muerta, Isla Tacano, Isla Pena, Isla Sorna et Isla Nublar, pour finir par terminer la construction du parc en bon état de fonctionnement.

#### Campagne du DLCLes secrets du Dr. Wu
Il s'agit d'une campagne secondaire rattachée à la campagne principale, s'axant autour du personnage de Wu. Elle se débloque lorsque le parc sur Isla Muerta atteint 4 étoiles. Cela fait, le Dr Wu interpelle le joueur et le propose de le suivre dans deux nouvelles zones, dont une installation secrète, puis petit à petit, lui montre ses travaux sur les manipulations sur le confort et les besoins sociaux pouvant être appliqués aux animaux, puis la création de dinosaures hybrides auquel des tests leur sont expérimentés.

#### Campagne du DLCLe sanctuaire de Claire
Il s'agit d'une campagne indépendante des deux précédentes, de façon séparée, et qui reprend le concept de base du film de 2018 d'aller sauver les dinosaures d'Isla Nublar pour les déplacer vers une autre île, nommée le Sanctuaire.
L'histoire commence par l'arrivée de Claire, de Cabot Finch, de l'équipe de sauvetage et du joueur sur la partie Nord d'Isla Nublar, pour sauver les dinosaures de l'éruption du volcan de l’île. Arrivés sur place, les protagonistes constatent que les dinosaures sont atteints d'une maladie liée au volcan, et entreprennent de trouver assez vite un vaccin pour les guérir et les emmener en bonne santé à l’île du Sanctuaire.
Ceci fait, Finch annonce hélas qu'ils n'ont que la possibilité de sauver huit dinosaures, en spécimens, toutes espèces confondues, forçant le joueur à attentivement bien choisir les dinosaures de façon à avoir la plus grande variété possible, condamnant et laissant les autres dinosaures. Le joueur est ensuite emmené sur l’île du Sanctuaire, là où les dinosaures sont traités de façon à être en bonne santé en leur faisant manger des plantes spécifiques à leur besoin, avant finalement réussir à créer un lieu où ils pourront vivre en paix.

#### Campagne du DLCRetour à Jurassic Park
Il s'agit d'une campagne également indépendante des précédentes, et qui comme ces dernières également, prend place dans une uchronie (ou What if, littéralement Et si...) où les protagonistes du premier film, dont l'intrigue se déroule juste après ce dernier, décident de reconstruire le parc laissé à l'abandon, accompagné de Cabot Finch, plus jeune. Étant donné que, comme les autres campagnes, cette histoire n'est pas canonique, ce qui se remarque par quelque incohérence, les informations et intrigue ne sont pas à prendre en compte.
L'histoire commence avec les protagonistes et le joueur sur l’île, une fois atterris, il commence la reconstruction du parc en réparant les clôtures et bâtiments endommagés et en capturant les vélociraptors en libertés. Ceci fait, un médicament empêchant les dinosaures de se reproduire est créé, mais un sabotage survient, mettant en garde les protagonistes. Ces derniers vont ensuite sur Isla Sorna, afin de reprendre aussi les lieux et pouvoir y élever les dinosaures afin de les envoyer sur Isla Nublar, mais des indices permettent au groupe de deviner l'implication de Biosyn, l'entreprise rivale d'InGen, sur l’île, cette dernière n’étant probablement pas loin d'eux, aussi, Finch disparaît mystérieusement à chaque problème, ce qui fait que les protagonistes pensent qu'il est lié à tout cela.
Le joueur et les autres personnages reviennent sur Isla Nublar, et, après avoir finalisé quelques détails, ouvrent finalement le parc au public. Mais après quelques autres missions, comme ajouter de nouvelles attractions avec la création de deux nouvelles espèces, le Compsognathus et le Ptéranodon, un nouveau sabotage survient et libère les raptors. Ces derniers se révèlent immunisés contre les tranquillisants et les protagonistes relâchent alors le T-rex qu'ils ont tout juste placé afin que ce dernier élimine la menace. Après ça, il est révélé que si c'était bien un coup de Biosyn, Finch n'y est pour rien, cela confirmé par Hammond lui-même, qui dit alors que la mère de Finch n'est autre que l'un des investisseurs les plus importants du projet. La campagne se termine sur les personnages admirant leur travail sur l’île.

### Les dinosaures

#### Dans le jeu de base
Les 37 espèces de base du jeu sont :
- Ankylosaurus : le plus célèbre et l'un des plus gros ankylosauridés, les dinosaures dit « à armure ». Il apparaît dans les films Jurassic Park 3, Jurassic World et Jurassic World: Fallen Kingdom[4].
- Apatosaurus : l'un des sauropodes les mieux connus par les paléontologues. Il apparaît dans les films Jurassic World et Jurassic World: Fallen Kingdom[5].
- Brachiosaurus : l'un des plus hauts animaux à avoir jamais foulé le sol de notre planète, il s'agit d'un dinosaure phare de la saga, le premier que le spectateur peut voir dans le film original de 1993, Jurassic Park. Il apparaît également dans les films Jurassic Park 3 et Jurassic World: Fallen Kingdom[6].
- Camarasaurus : un sauropode de taille modeste (pour un sauropode) qui possède de grandes aérations dans son crâne. Il n'apparaît pas dans la saga cinématographique.
- Ceratosaurus : un théropode primitif du Jurassique qui a pour particularité de posséder des crêtes osseuses sur le museau et une rangée d'ostéodermes le long du corps. Il apparaît dans le film Jurassic Park 3. C'est le premier carnivore que l'on débloque dans le jeu[7].
- Chasmosaurus : un cératopsien avec une très grande collerette rectangulaire. Il n'apparaît pas dans la saga cinématographique[8].
- Chungkingosaurus : un stégosauridé chinois qui possède pas moins de 8 pointes à l'arrière de sa queue. Il n'apparaît pas dans la saga cinématographique.
- Corythosaurus : un hadrosaure, ou « dinosaure à bec de canard » qui possède une drôle de crête semi-circulaire. Il apparaît dans le film Jurassic Park 3[9].
- Deinonychus : un proche parent du Vélociraptor, caractérisé par une énorme griffe sur les deux pattes arrière. Ce dinosaure a été primordial pour comprendre le lien qui unit les dinosaures non-aviens aux oiseaux. Il n'apparaît pas dans la saga cinématographique. Dans le jeu, il possède une crête sur le crâne pour éviter toute confusion avec le vélociraptor qui lui ressemble.
- Dilophosaurus : l'un des tout premiers gros dinosaures carnivores (même si l'univers de Jurassic Park et Jurassic World le présente comme un petit prédateur). Dans l'univers des films et du jeu, il peut déployer une collerette à la manière du lézard à collerette et cracher du venin même si le dinosaure dont il est inspiré était dépourvu de ces capacités. Il apparaît dans le film Jurassic Park[10].
- Diplodocus : l'un des sauropodes les plus célèbres et les plus longs à avoir existé. Sa queue se termine par un long fouet. Il n'apparaît pas dans la saga cinématographique.
- « Dracorex » : un pachycéphalosauridé aujourd'hui considéré, avec « Stygimoloch », par beaucoup de paléontologues, comme des juvéniles de Pachycephalosaurus, deux autres dinosaures du jeu. Il n'apparaît pas dans la saga cinématographique. C'est le premier dinosaure déblocable via une mission principale.
- Edmontosaurus : l'un des plus grands hadrosaures à avoir existé, il pouvait atteindre 13 mètres de long. Il n'apparaît pas dans la saga cinématographique mais est présent sur le site officiel du film Jurassic World, et le jeu reprend le design qu'il possède sur ce site, en ajoutant une crête sur le crâne, comme d'après les dernières découvertes[11].
- Gallimimus : un dinosaure-autruche, ou ornithomimosaure, qui vivait en Mongolie et pouvait courir près de 70 km/h. Il apparaît dans les films Jurassic Park, The Lost World: Jurassic Park, Jurassic World et Jurassic World: Fallen Kingdom[12].
- Giganotosaurus : l'un des plus grands carnivores terrestres ayant existé. Il s'agit d'un carcharodontosauridé et il a chassé l'un des plus gros animaux à avoir foulé le sol de notre planète, Argentinosaurus. Il apparaît dans le film Jurassic World Dominion.
- Gigantspinosaurus : un stégosauridé avec une énorme épine sur chaque flanc. Il n'apparaît pas dans la saga cinématographique.
- Huayangosaurus : un stégosauridé chinois, c'est le plus proche cousin de Chunkingosaurus cité plus haut. Il n'apparaît pas dans la saga cinématographique.
- Indominus rex : il s'agit d'un dinosaure fictif, c'est un hybride de Tyrannosaurus Rex, de Vélociraptor, de serpent, de seiche ainsi que de quelques carcharodontosauridés et abélisauridés. Il est l'antagoniste principal dans le film Jurassic World[13].
- Kentrosaurus : l'un des plus petits stégosauridés, il possède presque autant de piques caudales que de plaques dorsales. Il n'apparaît pas dans la saga cinématographique[14].
- Maiasaura : un hadrosaure célèbre pour la découverte de plusieurs de ses nids, qui attestent que les adultes prenaient soin de leurs petits. Il n'apparaît pas dans la saga cinématographique.
- Mamenchisaurus : un sauropode qui possède le cou le plus long parmi tous les êtres vivants ayant foulé le sol de notre planète. Il apparaît dans The Lost World: Jurassic Park.
- Metriacanthosaurus : un théropode de taille moyenne qui a vécu au Jurassique. Il n'apparaît pas dans la saga cinématographique mais fait, dans l'univers des films, partie des deux parcs Jurassic Park et Jurassic World. Il apparaît sur le site officiel de ce dernier avec les mêmes couleurs que dans le jeu[15].
- Muttaburrasaurus : un iguanodontidé avec un sac à air sur le museau, qui a vécu en Australie, à une époque où celle-ci était en région polaire. Il n'apparaît pas dans la saga cinématographique.
- Nodosaurus : un ankylosaure ayant donné son nom à une sous-famille de ces derniers, les nodosauridés qui sont des ankylosaures sans masse au bout de la queue. Il n'apparaît pas dans la saga cinématographique[16].
- Pachycephalosaurus : le plus grand et le plus célèbre des Pachycéphalosauridés, groupe caractérisé par un immense dôme au sommet du crâne. Il apparaît dans The Lost World: Jurassic Park et très furtivement dans Jurassic World (via une vidéo de surveillance)[17].
- Parasaurolophus : le plus célèbre des hadrosaures, celui qui a une crête en forme de banane. Il apparaît dans les cinq longs métrages de la saga cinématographique et dans le générique du court métrage Battle at Big Rock ce qui fait de lui le seul dinosaure à apparaître dans chaque œuvre cinématographique de la saga[18].
- Pentaceratops : Il possède le plus grand crâne de tous les cératopsiens. Il n'apparaît pas dans la saga cinématographique.
- Polacanthus : l'un des plus anciens ankylosauriens. Il est souvent représenté dans la culture populaire comme accompagnant des troupeaux d'hadrosaures ou d'iguanodontes. Il n'apparaît pas dans la saga cinématographique.
- Sauropelta : un nodosauridé avec d'immenses pics sur les épaules. Il n'apparaît pas dans la saga cinématographique[19].
- Spinosaurus : le plus grand carnivore terrestre de tous les temps, même s'il était principalement piscivore et qu'il n'est pas exclu qu'il ait été quadrupède et semi-aquatique. Il apparaît dans le film Jurassic Park 3, dans lequel il est l'antagoniste principal ; il apparaît même sur le logo et est le seul dinosaure de la saga avec le Tyrannosaurus Rex a en avoir le privilège. En référence au troisième film, lorsque le joueur arrive sur la carte d'Isla Sorna pour la première fois, un Spinosaure (voulu comme l'individu dudit film) est déjà présent sur cette dernière[20].
- Stegosaurus : le plus grand et le plus célèbre des stégosauridés, bien qu’il ait apparemment eu un cerveau ridiculement petit. Il apparaît dans les films The Lost World: Jurassic Park, Jurassic Park 3, Jurassic World, Jurassic World: Fallen Kingdom et dans le générique du court métrage Battle at Big Rock. Comme pour le Spinosaure cité précédemment, des Stégosaures sont déjà présents sur la carte d'Isla Sorna lorsque le joueur y arrive pour la première fois[21].
- Struthiomimus : un dinosaure-autruche faisant une taille quasi identique à celle de l'autruche moderne. Il n'apparaît pas dans la saga cinématographique. Il s'agit du premier dinosaure débloqué dans le jeu en mode campagne. C'est aussi le dinosaure dont le temps d'incubation est le plus rapide.
- Torosaurus : un cératopsien très proche parent du Tricératops mais avec une collerette bien plus longue rivalisant avec celle de Pentaceratops. Il n'apparaît pas dans la saga cinématographique.
- Triceratops : le plus célèbre et l'un des plus gros cératopsiens, célèbre pour les trois cornes ornant son crâne. Il apparaît dans les cinq longs métrages de la saga cinématographique[22].
- Tsintaosaurus : un hadrosaure chinois avec une drôle de crête osseuse dressée sur son crâne. Il n'apparaît pas dans la saga cinématographique[23].
- Tyrannosaurus : le plus célèbre dinosaure de tous et la star de la saga, films et jeux vidéo confondus. Il apparaît dans les cinq longs métrages de la saga cinématographique[24].
- Velociraptor : deuxième dinosaure le plus important de la saga, même si la version présentée dans l'univers Jurassic Park et Jurassic World diffère largement du véritable Vélociraptor. Il est considéré comme le dinosaure non-hybride le plus dangereux des films comme du jeu et ce malgré sa modeste taille, qu'il compense avec son intelligence. Il apparaît dans les cinq longs métrages de la saga cinématographique[25].

#### Dans l'éditionDeluxe
L'édition Deluxe du jeu propose 5 dinosaures supplémentaires :
- Archaeornithomimus : un ornithomimosaure primitif. Il n'apparaît pas dans la saga cinématographique mais est mentionné par Claire Dearing, le personnage de Bryce Dallas Howard, dans le film Jurassic World, quand cette dernière se moque des noms « trop longs et trop compliqués » de certains dinosaures.
- Crichtonsaurus : un ankylosauridé nommé en l'honneur de Michael Crichton, l'auteur du livre Jurassic Park dont la saga cinématographique est une adaptation. Il n'apparaît pas dans la saga cinématographique.
- Majungasaurus : un abélisauridé extrêmement bien connu des paléontologues, c'est le dinosaure le plus étudié de tout l'hémisphère sud, connu pour être aussi le premier dinosaure cannibale. Il n'apparaît pas dans la saga cinématographique mais son ADN est utilisé pour créer l'Indominus Rex.
- Styracosaurus : un cératopsien avec neuf cornes sur le crâne dont huit sur la collerette et une pouvant atteindre deux mètres sur le museau. Il n'apparaît pas dans la saga cinématographique.
- Suchomimus : un spinosauridé africain, c'est-à-dire un grand théropode au museau de crocodile qui se nourrissait de poissons. Il n'apparaît pas dans la saga cinématographique mais est mentionné dans les livres et fait, dans l'univers des films, partie du Jurassic World. Il apparaît aussi sur le site officiel de ce dernier avec les mêmes couleurs que dans le jeu.

#### Dinosaures du DLCFallen Kingdom
Le DLC Fallen Kingdom propose les nouvelles espèces vues dans le film de 2018. Le DLC, lui, payant au départ comme les autres extensions, est depuis devenu gratuit et inclut avec le jeu de base à la suite d'une mise à jour :
- Allosaurus : le dinosaure le mieux connu des paléontologues, avec plus de 100 spécimens retrouvés. Il apparaît dans le film Jurassic World: Fallen Kingdom ainsi que dans le court métrage Battle at Big Rock[28].
- Baryonyx : un autre spinosauridé piscivore, connu pour son immense griffe aux pattes antérieures. Il apparaît dans le film Jurassic World: Fallen Kingdom[29].
- Carnotaurus : un Abelisauridae possédant deux cornes au-dessus du crâne, dans les livres il a la capacité de se camoufler, aptitude reprise pour l'Indominus Rex dans les films. Il apparaît dans le film Jurassic World: Fallen Kingdom[30].
- Stygimoloch : comme le Dracorex, il y a de fortes chances qu'il s'agisse d'un stade juvénile de Pachycéphalosaurus (le stade intermédiaire entre Dracorex et Pachycéphalosaurus). Il apparaît dans le film Jurassic World: Fallen Kingdom[31].
- Sinocératops : c'est un cératopsien découvert en Chine, mais à l'inverse du Tricératops, il ne possède qu'une corne, sur le museau. Il apparaît dans le film Jurassic World: Fallen Kingdom[32].
- Indoraptor : un autre dinosaure fictif, il s'agit d'un hybride entre l'Indominus Rex (et donc indirectement tout ce dont l'Indominus Rex est déjà un hybride) et du Vélociraptor. Il est l'antagoniste principal du film Jurassic World: Fallen Kingdom[33].

#### Dinosaures du DLCLes Secrets du Dr. Wu
Le second DLC Les Secrets du Dr. Wu (Secrets of Dr. Wu) propose cinq nouvelles créatures dont trois hybrides :
- Stégocératops : un dinosaure fictif, hybride entre un Stégosaurus et un Tricératops. Il n'apparaît pas dans la saga cinématographique, mais est brièvement visible dans le cinquième film sur un écran juste avant la mort de Vic Hoskins, et était même prévu dans l'une des novélisations du film avant d'être retiré du scénario[35].
- Ankylodocus : un dinosaure fictif, hybride du Diplodocus et de l'Ankylosaurus, ce qui le fait ressembler à certain titanosaures de la vraie vie comme Ampelosaurus ou Saltasaurus. Il n'apparaît pas dans la saga cinématographique[36].
- Spinoraptor : un dinosaure fictif, hybride du Vélociraptor et du Spinosaure. Il n'apparaît pas dans la saga cinématographique[37].
- Troodon : un troödontidé, famille proche des oiseaux actuels, réputé pour être possiblement le dinosaure le plus intelligent. Dans l'univers Jurassic Park, il est venimeux, aptitude reprise dans le jeu. Il n'apparaît pas dans la saga cinématographique. C'était le plus petit carnivore du jeu avant que le Compsognathus ne soit inclut via le dernier DLC[38].
- Olorotitan : un hadrosaure avec une crête sur le crâne et un cou plus long que les autres espèces. Il n'apparaît pas dans la saga cinématographique[39].

#### Dinosaures du DLCPack de dinosaures du Crétacé
Un troisième DLC Pack de dinosaures du Crétacé (Cretaceous Dinosaur Pack) ajoute trois nouveaux dinosaures :
- Iguanodon : l'un des tout premiers dinosaures découverts, celui qui a entraîné la création du terme « Dinosaure ». Il n'apparaît pas dans la saga cinématographique. C'est le seul herbivore des iguanodontidés ou des hadrosaures à savoir se défendre contre les carnivores de taille petite et moyenne avec son pouce[41].
- Carcharodontosaure : l'un des plus grands dinosaures carnivores ayant existé ; ses dents font penser à celles du requin. Il n'apparaît pas dans la saga cinématographique[41].
- Dreadnoughtus : l'un des plus grands animaux à avoir existé. Ce sauropode n'ayant été découvert qu'en 2014 ; il apparaît très furtivement dans le sixième film de la saga cinématographique. Son nom est évoqué : Dreadnoughtus, "celui qui ne craint rien" [41].

#### Dinosaures du DLCPack de dinosaures carnivores
Un Quatrième DLC Pack de Dinosaures Carnivores (Carnivores Dinosaurs Pack) ajoute trois nouveaux dinosaures carnivores :
- Acrocanthosaurus : ce carnivore rivalise en taille avec le T-rex et possède des épines neurales très développées. Il n'apparaît pas dans la saga cinématographique[43].
- Herrerasaurus : un des tout premiers dinosaures à avoir existé, sa classification est encore sujette à débat. Il n'apparaît pas dans la saga cinématographique[43].
- Proceratosaurus : Il s'agit de l'un des plus anciens membres connus des Tyrannosauroidés, lignée qui mènera au T-ex. Il n'apparaît pas dans la saga cinématographique[43].

#### Dinosaures du DLCLe Sanctuaire de Claire
Un Cinquième DLC Le Sanctuaire de Claire (Claire's Santuary) ajoute trois nouveaux dinosaures :
- Ouranosaurus : Un Iguanodonte africain qui possède un voile sur le dos, à l'instar du Spinosaurus. Il n'apparaît pas dans la saga cinématographique[45].
- Euoplocéphalus : un Ankylosauridé connu pour ses écailles blindées, y compris au niveau des sourcils, et sa gigantesque masse au bout de sa queue, capable de briser un os. Il n'apparaît pas dans la saga cinématographique[46].
- Albertosaurus : un Tyrannosauridé plus petit et plus ancien que le T-rex, connu à partir d'énormément de fossiles. Il n'apparaît pas dans la saga cinématographique[47].

#### Dinosaure du patch 1.9
Un Patch, le 1.9, ajoute un dinosaure gratuit au jeu :
- Nasutoceratops : un cératopsien avec de drôles de cornes frontales, semblables à celles d'un taureau. Il apparaît dans le court métrage Battle at Big Rock et il est d'ailleurs mis sur le jeu en l'honneur de la sortie du court métrage[48].

#### Dinosaures du DLCPack de dinosaures herbivores
Un sixième DLC Pack de Dinosaures Herbivores (Herbivorous Dinosaurs Pack) ajoute trois nouveaux dinosaures herbivores :
- Homalocéphale : un marginocéphale de la famille des Pachycéphalosauridés, mais au lieu d'avoir un dôme sur le crâne, sa tête est plate. Il n'apparaît pas dans la saga cinématographique. C'est actuellement l'herbivore le plus petit du jeu, au point de monter même sur le distributeur pour herbivore[50].
- Nigersaurus : un sauropode africain avec un bec semblable à celui des dinosaures à bec de canard. Il n'apparaît pas dans la saga cinématographique. C'est le sauropode le plus petit du jeu et le seul à ne pas manger avec le distributeur pour sauropode[50].
- Dryosaurus : un petit ornithopode qui utilisait probablement la fuite pour fuir ses prédateurs. Il n'apparaît pas dans la saga cinématographique[50].

#### Dinosaures du DLCRetour à Jurassic Park
Un septième DLC Retour à Jurassic Park (Return to Jurassic Park) ajoute deux nouvelles espèces seulement, dont un dinosaure et un ptérosaure, le premier du jeu :
- Compsognathus : Un petit dinosaure Coelurosauria, d'apparence inoffensive et sans danger au premier abord, au vu de sa petite taille et de son apparence un poil mignon, mais qui se révèle être capable de s'attaquer mortellement à un être humain lorsqu'il est en groupe. Il apparaît dans les deuxième, troisième et cinquième films de la saga cinématographique et est une espèce favorite des fans de l'univers. C'est actuellement le plus petit carnivore et dinosaure de tout le jeu, au point de monter sur le distributeur de viande[52].
- Ptéranodon : Un ptérosaure de taille moyenne, faisant près de 6 mètres d'envergure et une masse entre 20 et 93 kilogrammes, avec une crête sur la tête. S'il s'agit d'un reptile volant et non d'un dinosaure, il fait partie comme eux du groupe des Archosaurien. Il apparaît dans la saga cinématographique à partir du troisième opus, et la version présentée est la même que dans ce film. C'est le premier ptérosaure à être inclus dans le jeu[52].

#### Animaux non préhistoriques du jeu
Dans le jeu, il y a aussi trois espèces d'animaux non préhistoriques :
- La chèvre : Animal domestique très connu dans la franchise, vu qu'il fait office de nourriture récurrente pour les grands carnivores, notamment le T-rex. La race montrée dans les films et le jeu semble être la chèvre blanche russe[53].
- L'ara rouge : Oiseau tropical seulement visible lorsque le joueur supprime des arbres.
- Poisson : Nourriture des Spinosauridés donnée dans les distributeurs à poissons.

### Gestion des dinosaures
Les dinosaures sont le sujet principal du jeu, le joueur devant en placer dans son parc afin que ce dernier fonctionne. Il y a en tout 68 espèces de toute sorte à débloquer, tout type confondu, chacune ayant ses propres exigences de vie (espace de forêt, de prairie, de sociabilité, etc.) à satisfaire. Il y a deux types : les carnivores et les herbivores, et plusieurs catégories : les Cératopsiens, les Stégosauridés, les Ankylosauridés, les Nodosauridés (sous-famille de la catégorie précédente), les Sauropodes, les Pachycéphalosauridés, les Hadrosauridés, les Iguanodontidés, les ornithomimosauriens, les théropodes carnivores de petite à grande taille et les Ptérosauria. Les dinosaures hybrides, eux, sont des créations résultant de la fusion de génomes de deux espèces déjà créées et s'imbriquant dans les autres catégories. Il y a les grands herbivores et grands carnivores, les herbivores et carnivores de taille moyenne et les herbivores et carnivores de petites taille. Le joueur, pour débloquer la possibilité de (re)créer ces espèces est de trouver des fossiles ou ambres dans divers sites de fouilles et d'en extraire leur ADN, et peut créer un individu lorsque le génome de l'animal a atteint 50 pour-cent, mais les statistiques (longévité de vie, attaque, défense, immunité contre les maladies, sociabilité, etc.) de base augmentent en remplissant le génome à 100 pour-cent. Il est aussi possible de modifier le génome en y insérant des gènes d’autres animaux pour augmenter leurs statistiques de base (bien que les dinosaures y perdent alors de leur « authenticité », valeur ayant son importance dans le jeu). Ceci permet à l'individu créé d'avoir une meilleure renommée propre, renommée qui peut également être augmentée en le faisant combattre. Il est possible de faire cohabiter plusieurs espèces. Tous les herbivores se tolèrent entre eux mais les carnivores ne peuvent pas être mis avec eux, ni entre eux, sauf entre un grand carnivore et un petit carnivore seulement, entre un herbivore de taille moyenne et/ou grande (sauf avec les Hadrosaures) et un petit carnivore, et un grand carnivore (sauf avec l'Indominus Rex) et un sauropode, avec un petit carnivore.
(Note : Depuis la sortie du DLC Retour à Jurassic Park, le T-rex et le Vélociraptor ne peuvent plus être mis ensemble, de même que les Compsognathus ne peuvent être mis avec aucun carnivore de petite taille.)

### Les îles
Cinq îles sont jouables en mode normal :
- Isla Matanceros;
- Isla Muerta, appelée aussi le Site C, avec une zone supplémentaire avec le second DLC, nommée "Muerta East";
- Isla Tacaño, avec une zone supplémentaire avec le second DLC, nommée "Secret Facility";
- Isla Peña;
- Isla Sorna, ou le Site B, avec une zone supplémentaire avec le septième DLC;

Une île est jouable en mode bac à sable, de base, où l'on crée son parc sans limite d'argent : Isla Nublar, avec une zone supplémentaire avec le cinquième DLC, nommée "Nord de Nublar" (Nublar North), cette dernière n'étant accessible qu'en mode histoire du DLC, donc non-jouable normalement ou en bac à sable. Une seconde zone supplémentaire est disponible avec le septième DLC. Depuis la sortie du jeu, une mise à jour permet d'avoir toutes les autres îles en bac à sable.
Le cinquième DLC Claire's Santuary ajoute une septième île, appelée Le Sanctuaire. Cependant, cette île, tout comme "Nublar North", n'est pas intégrée à la campagne principale du jeu, il est donc impossible d'aller d'une des six îles à la septième via un déplacement d’île en d’île normal. Les deux zones sont cependant jouables en mode challenge.
Chaque île à ses propres caractéristiques et contraintes auxquelles le joueur doit s'adapter et ses propres installations de base lorsque le joueur arrive pour la première fois et qui lui permet de s'implanter, mais aussi ses problèmes de base que le joueur doit vite résoudre (ex. : énorme dette, coupure de courant). Chaque île ayant une zone de construction limitée, l'économie et la gestion de la place sont importantes. En mode histoire, chaque île se débloque en réalisant les missions principales de chaque division sur l’île précédente, à savoir que l'on ne débloque pas l’île que l'on souhaite au fil de l'histoire mais toujours sous la direction suivante : d'abord Isla Mantaceros, Isla Muerta, Isla Tacaño, Isla Peña et enfin Isla Sorna. Isla Nublar, elle, se débloque lorsque le joueur réalise une renommée de 4 étoiles sur Isla Matanceros. Toutes les îles, sauf Isla Nublar, font partie d'un archipel nommé « Las Cinco Muertes » alias « Les Cinq Morts ». Chaque île est jouable en mode challenge.

## Personnages
- Ian Malcolm (Jeff Goldblum)[54]
- Dr. Henry Wu (B.D. Wong)[54]
- Cabot Finch (Graham Vick)[54]
- Claire Dearing (Bryce Dallas Howard)[54]
- Owen Grady (A.J. LoCascio)[54]
- Isaac Clement (Osy Ikhile)[54]
- Alan Grant (Sam Neill)[55] (extension)
- Ellie Sattler (Laura Dern)[55] (extension)

## Développement
Le jeu est annoncé le 20 août 2017 lors de la Gamescom 2017. En octobre 2017, lors de la première Frontier Expo, des images et vidéo en 4K sont présentés. Jurassic World Evolution est basé sur le film de Colin Trevorrow, Jurassic World, sorti en 2015. Le jeu est sorti le 12 juin 2018.

## Patchs
Au fil des mois suivants la sortie du jeu, des patchs sont automatiquement mis à jour afin d'enrichir le gameplay et améliorer le jeu lui-même, ainsi il y a actuellement 11 patchs qui sont sortis :
- Le Patch 1.4, sorti le 13 septembre 2018, ajoute un nouveau mode, le Mode Challenge, qui consiste à créer un parc sur Isla Nublar et atteindre les cinq étoiles en un temps donné, selon la difficulté proposée : Facile, Moyen, Dur et Jurassic, la dernière se débloquant en terminant la troisième, qui débloquent de nouveaux skins une fois terminées. De nouvelles mécaniques, comme les frais de la Fondation Hammond, les pénalités d’annulation de contrat, et les meilleurs temps personnels ont été également ajoutés. De nouvelles options bac à sable ont été ajoutées, comme l'espérance de vie des dinosaures, des options influant la difficulté, le réapprovisionnement automatique des mangeoires et le niveau d'électricité. Une fois qu'une île a atteint 5 étoiles, il est possible de faire des réglages, comme la luminosité : Par défaut, Aurore, Crépuscule et Nuit, et de nouveaux contrats ont été ajoutés. Du côté des dinosaures, les carnivores n'attaquent désormais les herbivores seulement selon leur barre de faim. Il est possible désormais pour les visiteurs de voir les dinosaures depuis l’hôtel et le tram. Pour finir, les tailles du Cératosaure, Spinosaure, Giganotosaure et du Tyrannosaure ont été modifiées[58].
- Le Patch 1.5, sorti en même temps que le deuxième DLC Secrets du Dr. Wu (Secret of Dr. Wu), ajoute le mode cycle jour/nuit optionnel, ajoutera des modifications dans le comportement des dinosaures (ex. : dormir, se battre pour la hiérarchie pour le rang d'Alpha, cohésion de groupe), de nouveaux contrats et des mangeoires à grandes capacités. En outre, le DLC, lui, proposera une nouvelle histoire et 5 nouvelles créatures, dont 3 hybrides (voir en haut), deux zones supplémentaires sur les îles Isla Tacano et Isla Muerta, de nouvelles options, comme la capacité de camouflage de l'Indominus Rex. L'histoire du DLC se débloque lorsque Isla Muerta atteint 4 étoiles. Les deux nouveautés devaient sortir le 20 novembre 2018 mais ont été mis en ligne un jour plus tôt, le 19 novembre 2018[59].
- Le Patch 1.6, sorti le 13 décembre 2018, en même temps que le troisième DLC Pack de Dinosaures du Crétacé (Cretaceous Dinosaur Pack), qui propose 3 nouvelles espèces provenant de la période du Crétacé, le Dreadnoughtus, le Carcharodontosaurus et l'Iguanodon, ce dernier pouvant se défendre contre les carnivores de petites et moyennes tailles. Le patch propose un mode Défi enrichi (avec pour récompense 14 nouveaux Skins pour les dinosaures), désormais disponible sur toutes les îles (y compris celles du DLC "Secrets du Dr Wu" si cette extension est possédée). Le patch propose aussi de nouvelles options pour le mode Bac à sable pour Isla Nublar permettant, en autre, d'empêcher les échecs d'incubation, de modifier l'agressivité des dinosaures, de désactiver leurs exigences sociales et conditions d'habitat[60].
- Le Patch 1.7, sorti le 17 avril 2019, en même temps que le quatrième DLC Pack de dinosaures carnivores (Carnivores Dinosaurs Pack), qui propose 3 nouvelles espèces de dinosaures carnivores. Le Patch est, contrairement aux autres, moins important en termes de nouveauté, accompagné seulement d'un nouveaux mode photo. En effet, ce "Capture Mode" permettra aux joueurs de prendre une pause qu'ils gèrent leur parc afin de profiter du paysage et prendre quelques photos de vos dinosaures, grâce à plusieurs paramètres réglables (ratio, ajout de filtres, ralentissement du temps), avec la possibilité de déplacer librement la caméra dans tous les sens. Cette mise a jour s'accompagne d'une correction de certain bug. Les deux nouveautés, comme le Patch 1.5, devaient sortir le 18 avril 2019 mais sont sortis un jour plus tôt[61].
- Le Patch 1.8, sorti le 17 juin 2019, en même temps que le cinquième DLC, nommé Le Sanctuaire de Claire (Claire's Sanctuary) qui s'axe autour du personnage de Claire Dearing, et qui inclut des safaris en camion, de la paléo-botanie (pour faire pousser des plantes préhistoriques avec une greenhouse pour la nourriture des dinosaures), et un nouveau mode qui permet de sauver les dinosaures d'Isla Nublar vers l’île du Sanctuaire (vu dans le film de 2018). Il y a aussi l'apparition des décorations et de nouveaux dinosaures sont proposés, l'Euplocéphalus, l'Albertosaure et l'Ouranosaure. Des outils de terraformation sont aussi ajoutés avec de nouvelles variétés d'arbres, de buissons et de rocher, et de terrains, certains propres à chaque île. L'IA des dinosaures est augmentée et de nouvelles animations sont ajoutées, notamment les dinosaures piscivores (Spinosaure, Baryonyx, Suchomimus et Spinoraptor) avec l'ajout de la mangeoire à poisson, directement applicable sur l'eau (mais pourront toutefois toujours manger dans les anciennes mangeoires), et les pachycéphalosauridées (Pachycéphalosaure, Stygimoloch, Dracorex) qui peuvent désormais se défendre contre les petits carnivores. Aussi, lors de la création des routes pour les gyrosphères, des portes spéciales se mettent automatiquement lorsqu'elles passent une clôture, permettant de créer une voie sur plusieurs enclos avec une plus grande liberté de caméra sur plusieurs points de vues. Il a aussi l'ajout de site aléatoire et de nouveaux modes de challenge pour une expérience proche du jeu Jurassic Parc Opération Genesis (2003). Le stress et la panique des dinosaures par les jeeps est baissée surtout pour les sauropodes à cause des carnivores et l'ajout d'exigences spécifiques pour les dinosaures vivant en milieu marécageux. Il est désormais possible de sélectionner les dinosaures s'ils sont sous les arbres et dormiront plus durant la nuit. Il s'agit de la plus grosse mise à jour du jeu à ce jour, beaucoup d'autres applications sont également ajoutées. Les deux nouveautés devaient sortir le 18 juin 2019, mais ont été mises en ligne un jour plus tôt, comme pour le Patch 1.5 et le DLC Secret of Dr. Wu. D’ailleurs, l'histoire de ce DLC, contrairement à celui de Les Secrets du Dr. Wu, ne s'intègre pas dans la campagne principale du jeu et il est obligatoire de le finir pour débloquer les nouveautés présentées dans la campagne principale[62].
- Le 8 juillet 2019, un petit Patch nommé 1.8.3 corrige certains bugs et rajoute la possibilité de mettre du sable sur Isla Nublar[63].
- Le 27 août 2019, un petit Patch nommé 1.9 corrige d'autres petits bugs, et permet d'avoir un verrouillage fixe du tutoriel, mais surtout, ajoute au jeu un nouveau dinosaure, de façon gratuite : le Nasutocératops. Pour débloquer cet animal, il suffit de mettre deux centres de recherches sur Isla Muerta, qui déverrouille l'accès aux fossiles dans un nouveau site de fouilles. De plus, l'animal est physiquement comme la version du court métrage Battle at Big Rock, comme l'annonce un message accompagnant la mise à jour[64],[65].
- Le Patch 1.10, sorti le 17 septembre 2019, en même temps que le sixième DLC, nommé Pack de Dinosaures Herbivores, qui propose 3 nouvelles espèces d'herbivores, l'Homalocéphale, le Dryosaurus et le Nigersaurus, un sauropode se nourrissant au ras du sol. Le patch propose toutes les îles du jeu en bac à sable, à condition de les avoir déjà débloquées en mode campagne, et ajout de nouvelles variantes de sables pour la customisation du parc[66].
- Le 26 novembre 2019, un petit DLC nommé Raptor Squad Skin Collection, annoncé par surprise le jour précèdent, permet de débloquer les skins de Blue, Charlie, Echo et Delta, les quatre vélociraptors du film de 2015, a appliqué sur les vélociraptors qu'on incube, et corrige certains bugs. Il s'agit du DLC le plus petit et le moins cher sorti jusqu’à présent[67].
- Le Patch 2.12, qui sortira le 10 décembre 2019, en même temps que septième DLC Retour à Jurassic Park (aussi appelé par la communauté le 1993 DLC ou bien Jurassic Park Legacy), ce dernier, s'axant sur la nostalgie, ayant pour thème le premier film de 1993, ainsi que le deuxième. Ainsi, le DLC ajoutera de nouveaux bâtiments et véhicules, ceux du film original comme le centre des visiteurs, l'enclos des raptors, mais aussi des bâtiments originaux reflétant et esthétiquement comme les autres bâtiments proposés, notamment une couveuse plus grande. Il proposera aussi plusieurs nouveaux skins pour les dinosaures apparaissant dans le 1er, 2e et 3e film, qui auront les mêmes couleurs comme dans ces derniers. En outre, le DLC inclura deux nouveaux types de dinosaures, les ptérosaures et les petites espèces, et ajoutera en premier pour ces catégories le Ptéranodon et le Compsognathus, le premier, cependant, aura son propre enclos spécial, une volière, duquel il ne peut sortir et se balader librement avec les autres dinosaures du parc que lorsque cette dernière sera endommagée par une tornade. Les items qu'offre le DLC, comme la mangeoire à chèvre du T-rex, pourront être utilisés en mode bac à sable, défis et histoire après avoir réalisé la campagne du DLC. Les personnages du premier film seront aussi de retour avec les acteurs Sam Neill, Laura Dern et Jeff Goldblum dans leur rôles respectifs. Le Patch, lui, ajoutera de nouvelles interactions entre les soigneurs et les animaux, comme la destruction de voiture, et inclura aussi les toilettes pour les visiteurs, en plus de nouveau arbres, plantes et objets de décoration. Comme pour le cinquième DLC, il faudra terminer la campagne de ce dernier pour débloquer les nouveaux éléments dans le reste du jeu. À noter qu'il est impossible de mettre des bâtiments du jeu de base et du DLC dans une même partie[68].
- Quelques jours plus tard, un Patch nommé 1.12.2 permettra de prendre le contrôle des véhicules du tour de véhicule ajouté avec le septième DLC, le déblocage du Ptéranodon se fera selon le niveau de réputation de sécurité de l’île de Sorna et ajoutera des éléments qui devaient faire partie du DLC et corrigera quelques petits bugs. Il s'agit là de la dernière mise à jour importante du jeu, les autres suivantes étant des patch réglant davantage les bugs et optimisations du jeu[69].

## Accueil
- Canard PC : 5/10[70]
- Jeuxvideo.com : 17/20[71]